# Formiguer capgrís
El formiguer capgrís (Ampelornis griseiceps) és una espècie d'ocell de la família dels tamnofílids (Thamnophilidae) i única espècie del gènere Ampelornis Isler, Bravo et Brumfield, 2013.

## Hàbitat i distribució
Viu entre la malesa del bosc als Andes, del sud-oest de l'Equador i nord-oest del Perú.

## Taxonomia
Tradicionalment inclosa al gènere Myrmeciza, va ser ubicada al monotípic gènere Ampelornis arran estudis de primers del present segle.